# 小口蓋動脈
小口蓋動脈（しょうこうがいどうみゃく）は、頭部の動脈。

## 経路
翼口蓋管に置いて、下行口蓋動脈より出る枝の一つ。小口蓋管をおり、軟口蓋、口蓋扁桃に栄養を供給し、上行口蓋動脈と吻合する。